# Joe Dawson (pilote)
Pour les articles homonymes, voir Joe Dawson (homonymie) et Dawson.
Joseph 'Joe' Crook Dawson (né le 17 juillet 1889 à Odon (Indiana) - décédé le 17 juin 1946) était un pilote automobile américain. 

## Biographie
Sa carrière en courses sur speedways régies par l'AAA (au nombre de 18) s'est déroulée entre 1910 et le début de l'année 1914, presque exclusivement sur des automobiles Marmon.
Sa première victoire a lieu en 1910, lors de la cinquième course de la saison sur l'Indianapolis Motor Speedway (l'IMS).
En trois participations aux 500 miles d'Indianapolis, il a terminé deux fois dans les cinq premiers de la course. Il reste durant 40 ans le plus jeune vainqueur, jusqu'à la victoire de Troy Ruttman en 1952.

## Palmarès
- 500 miles d'Indianapolis 1912 (à moins de 23 ans après l'abandon de Ralph DePalma au 196e des 200 tours de la course, pour son unique apparition sur une automobile de la National Motor Vehicle Company);
  - Vice-champion de l'U.S. National driving Championship car racing en 1910[1];
  - 3e de l'U.S. National driving Championship car racing en 1912.

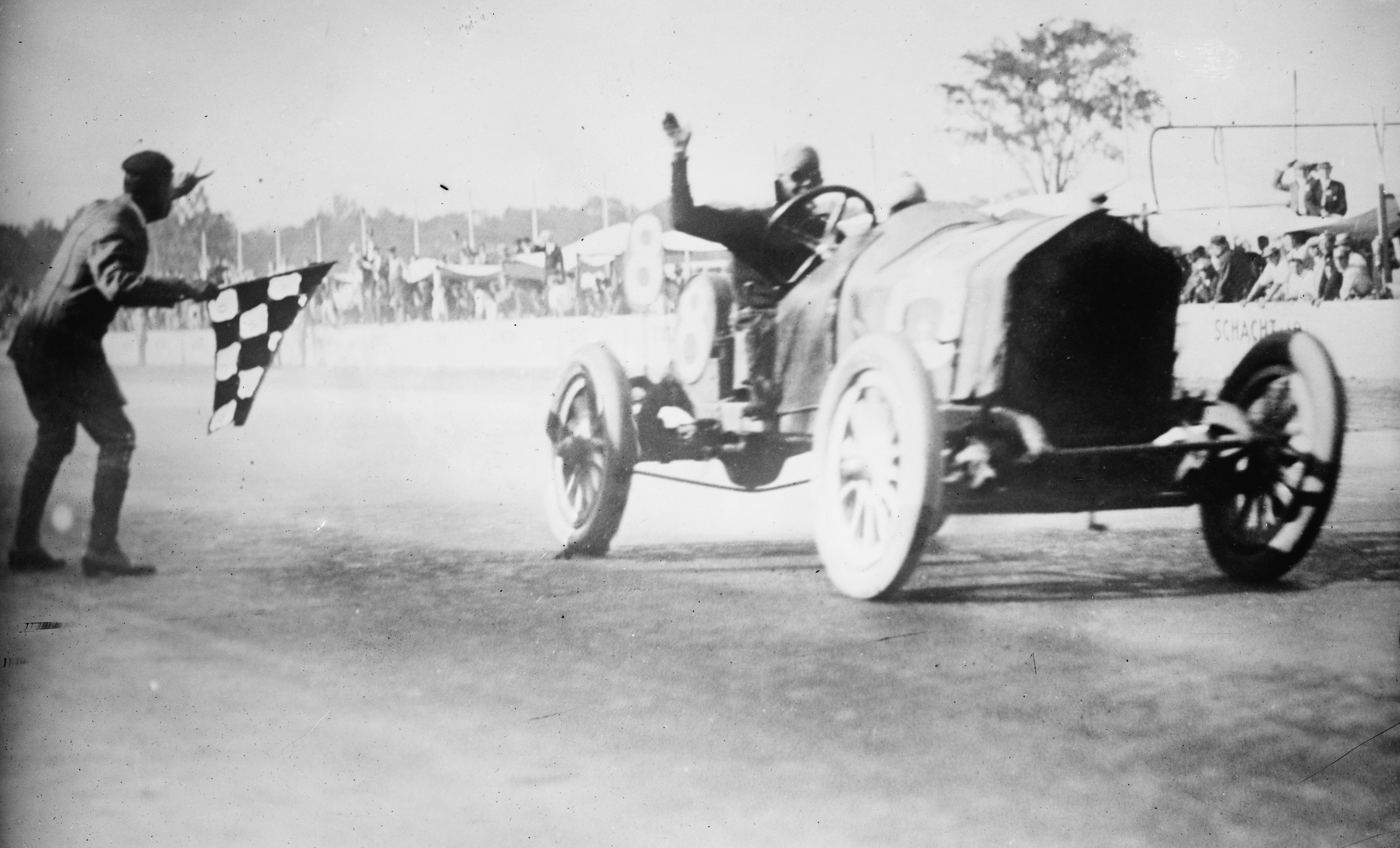
Dawson à l'arrivée de l'Indy 500 en 1912.
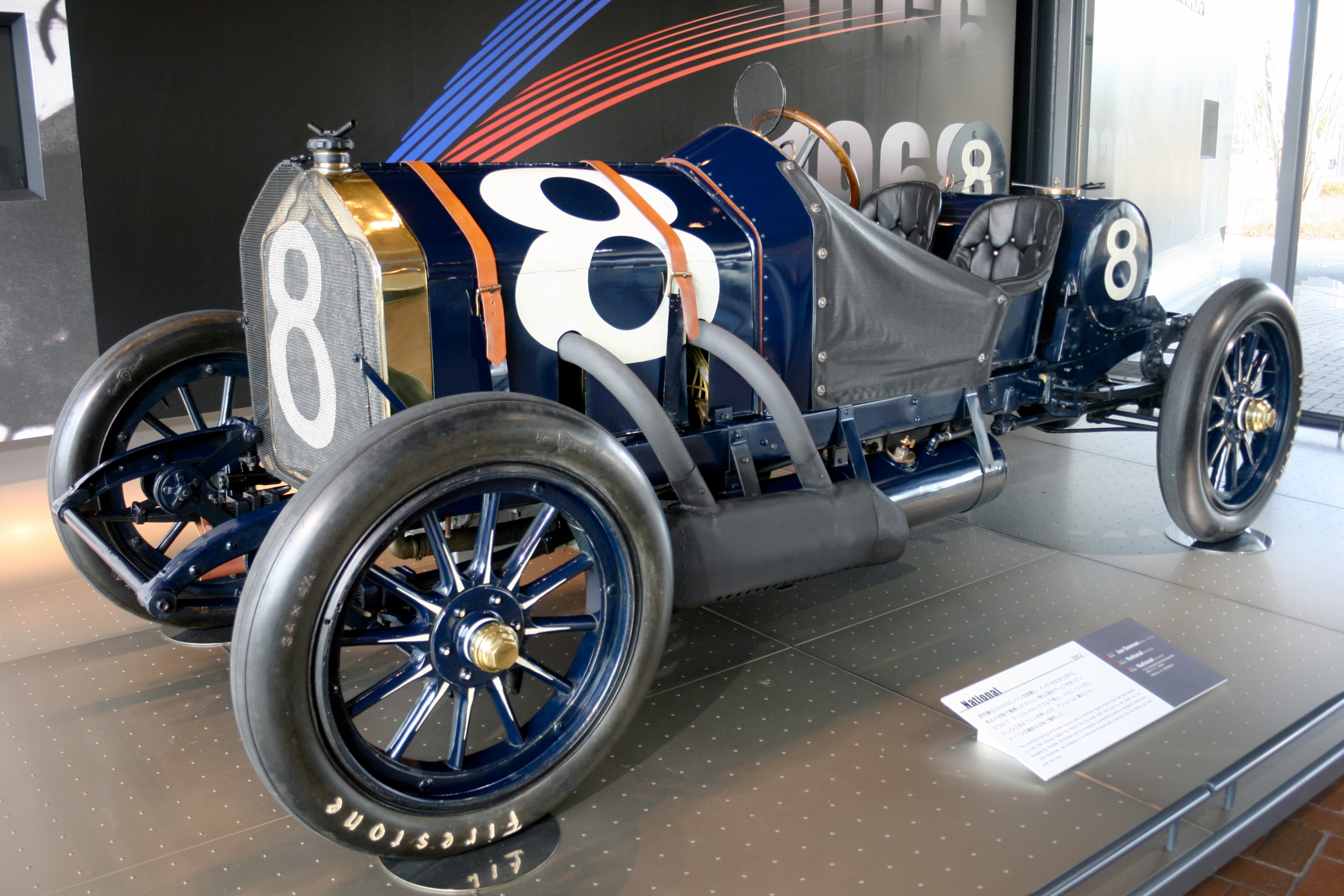
Cette même voiture National de 1912, au Honda Collection Hall.

## Source de la traduction
- (en) Cet article est partiellement ou en totalité issu de l’article de Wikipédia en anglais intitulé « Joseph Dawson » (voir la liste des auteurs).